# Place du Maréchal-Juin
Pour les articles homonymes, voir Juin (homonymie) et Maréchal Juin.
La place du Maréchal-Juin est une place du 17e arrondissement de Paris.

## Situation et accès
La place est située au carrefour de l'avenue de Villiers, de l'avenue Niel, de l'avenue Gourgaud, de la rue de Courcelles et du boulevard Pereire. Son diamètre est de 128 mètres, elle est plantée d'arbres et ornée d'un square, le square Albert-Besnard, décoré de sa statue.
Sur la place se trouve la gare de Pereire - Levallois de la ligne C du RER ainsi que la station Pereire sur la ligne 3 du métro.

## Origine du nom
Cette place rend hommage à Alphonse Juin (1888-1967), maréchal de France.

## Historique
Ancienne voie de Neuilly-sur-Seine et des Batignolles, cette place précédemment appelée « place Pereire », d'après les frères Pereire, a été créée en 1853 durant les transformations de Paris sous le Second Empire. Son nom actuel ne date que de 1973.

## Bâtiments remarquables et lieux de mémoire
- No 4 bis : gare de Pereire - Levallois sur l'ancienne ligne de Petite Ceinture.

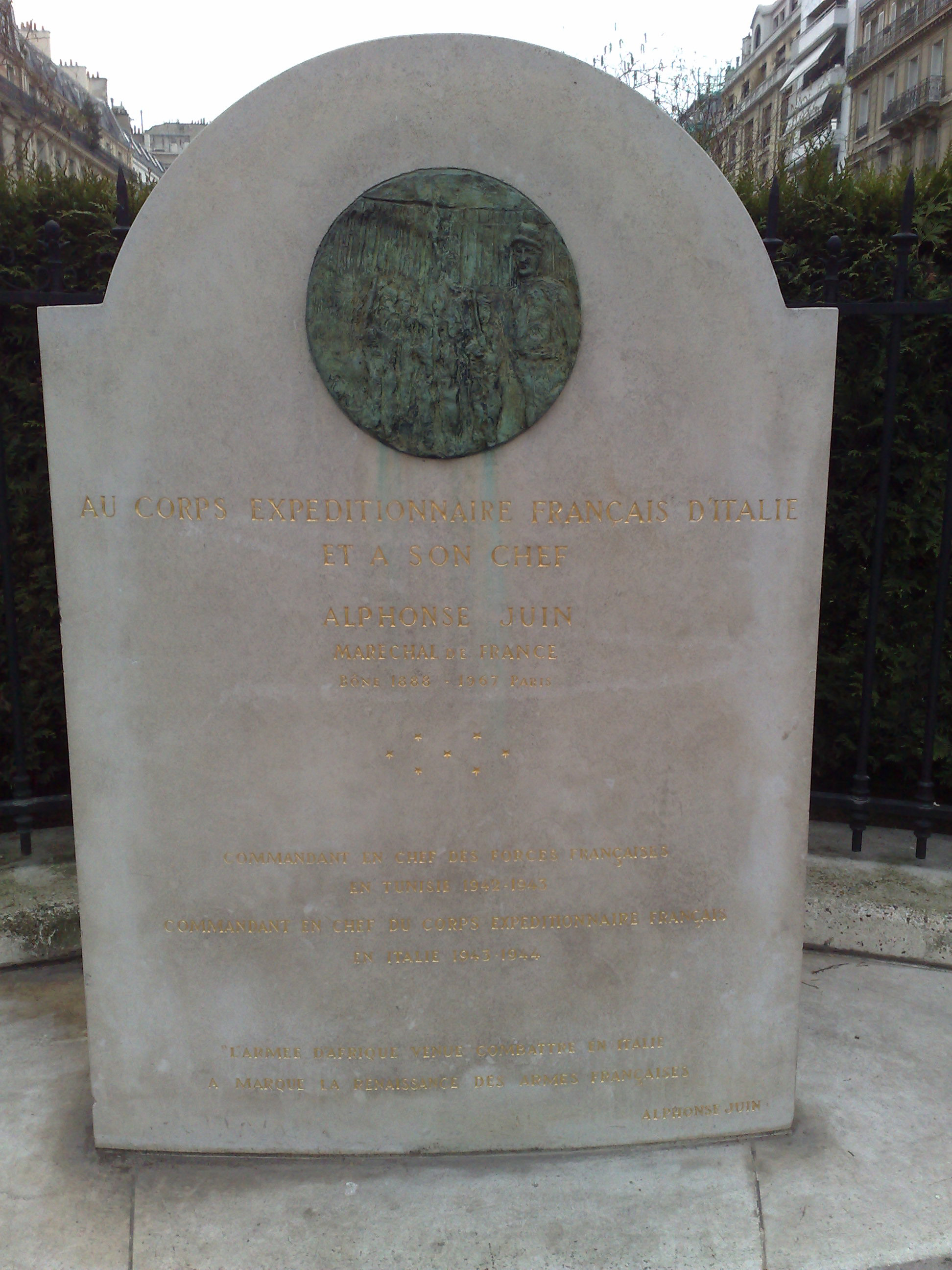
Mémorial au corps expéditionnaire français en Italie et à Alphonse Juin.
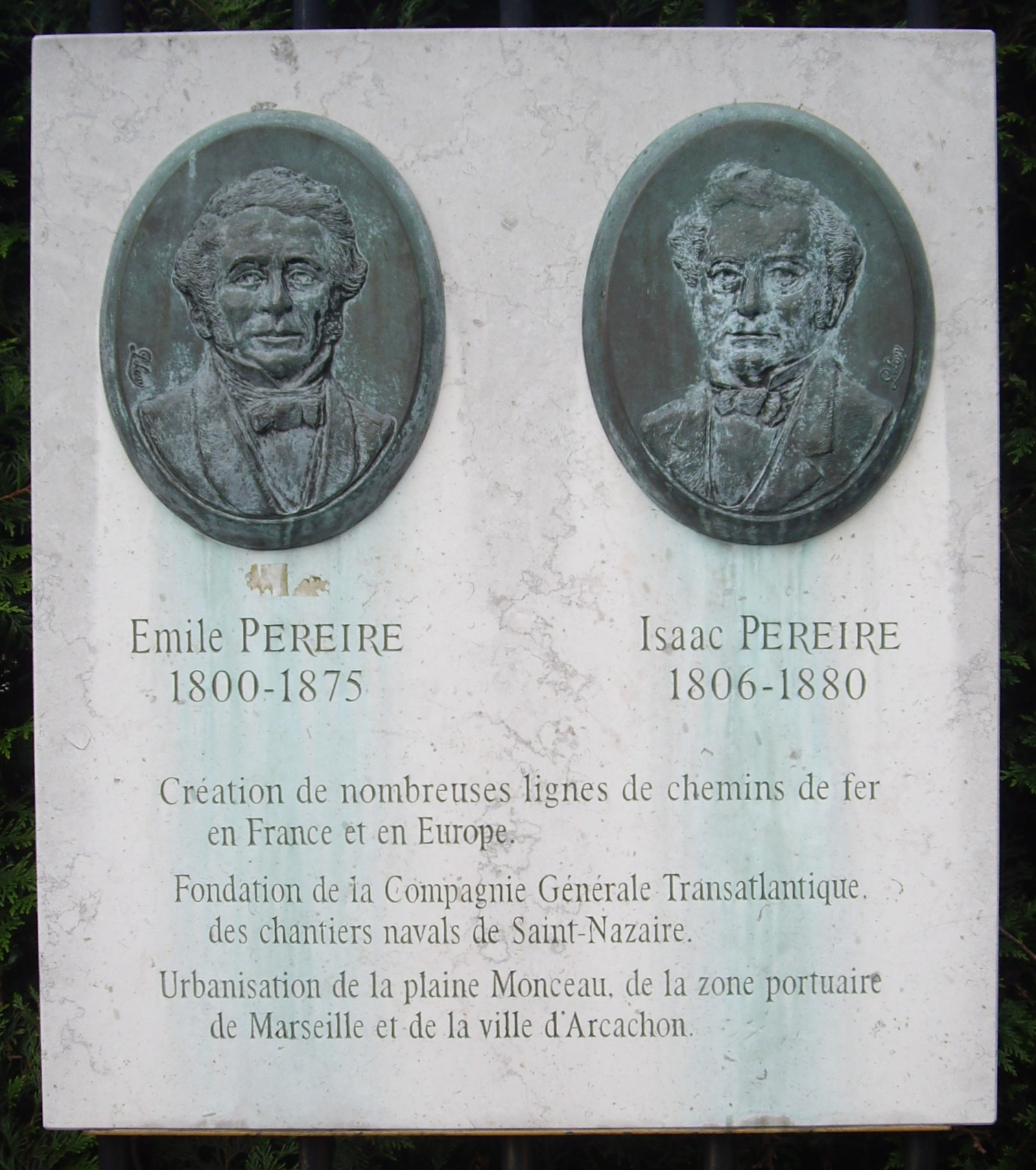
Plaque commémorative sur la place, à l'entrée de la promenade Pereire.